# 法律出版社
法律出版社是一家位于北京、以法律图书为主要出版物的出版社，成立于1954年12月24日，由中华人民共和国司法部领导和管理。出版社的标志为面向左面的獬豸。

## 简介
每年出版新书逾1000种，内容涵盖法律法规、法学教材、学术专著、法律实务、案例、法律词典、司法考试等，种类包括图书、活页、刊物、音像制品、电子出版物及网络产品，主要服务对象为中国法律院校师生、法律研究机构和法律职业者。
出版主旨是「为人民传播法律」。
现任社长为黄闽。

## 杂志
半月刊《法律与生活》创刊于1984年，是司法部主管、法律出版社主办的中央级法制新闻刊物。
月刊《人民调解》创刊于1985年，是司法部主管、法律出版社主办、中华全国人民调解员协会协办的基层司法行政工作指导刊物。